# Heion Sedai no Idaten-tachi
The Idaten Deities Know Only Peace (平穏世代の韋駄天達, Heion Sedai no Idaten-tachi) é um mangá japonês, escrito por Amahara e ilustrado por Coolkyousinnjya. É serializado na revista seinen Young Animal da editora Hakusensha desde de agosto 2018. Uma adaptação da série para anime feito pelo estúdio MAPPA estreou no bloco de programação Noitamina da emissora Fuji TV em julho de 2021.

## Sinopse

### Enredo
Há 800 anos, deuses da batalha incrivelmente rápidos e poderosos conhecidos como Idaten selaram os demônios depois de uma batalha intensa. Agora, essa batalha é considerada um mito ou um conto de fadas. Enquanto a geração atual de Idaten, que nunca teve que lutar, desfruta de suas vidas pacíficas, alguém despertou os demônios mais uma vez! Forças armadas, ingenuidade, política e intriga. Se você tem isso, use tudo que puder! Esse battle royale de três lados e sem regras ou limites está prestes a começar!!

## Personagens

### Idatens
São existência nascida dos pensamentos de criaturas vivas que vivem no mundo. Uma vez que o pensamento é moldado, esta existência não necessita respiração ou alimentos e, mesmo que os órgãos internos sejam esmagados, não morrerá.
- Hayato (ハヤト)

Interpretado pela: Romi Park
Idaten com forma de um garoto, ele foi puxado por Rin a cerca de 80 anos atrás, tem uma paixão insaciável por melhorar seu poder de luta. Ele é o único que não escapou dos treinamentos da sua mestre, Rin, e ainda pratica todos os dias com ela.
- Ysley (イースリイ, Īsurii, Easley)

Interpretado pela: Megumi Ogata
Idaten com forma de um garoto, nascido naturalmente há cerca de 100 anos. Ele gosta de estudar em vez de lutar, com medo de sua mestra, Rin, ele fugiu por não suportar os treinamentos dela. Ele tem um sorriso calmo e uma atmosfera decente, mas aos poucos começa a mostrar seu lado sombrio na luta contra os demônios.
- Paula (ポーラ, Pōra)

Interpretada pela: Yui Horie
Idaten com forma de uma garota, nasceu puxada por Prontea há cerca de 16 anos, a única sensível e de bom coração, seu hobby é falar com pássaros em vez de lutar, e ela é bom com movimentos silenciosos.
- Rin (リン)

Interpretada pela: Akemi Okamura
Idaten com forma de mulher vestida com um kimono chinês. Ela tem o maior poder de luta da terra, treinando há 800 anos desde que os demônios foram selados. Rin puxou Prontea e Hayato, para ajuda-la nas batalhas contra os demônios. Todos os Idatens, exceto Hayato, não suportaram o seu treinamento intenso. Como mestra, ela passa seus dias lutando com Hayato.
- Prontea (プロンテア, Purontea)

Interpretado por: Akira Ishida
Idaten com forma de um jovem com cabelos compridos nasceu puxado por Rin cerca de 200 anos atrás. Ele tem uma personalidade alegre, geralmente descontraída, por não suportar o treinamento de sua mestra, Rin, Prontea tem muito medo dela e fugiu dos treinamentos.

### Ningens
Humanos
- Gil (ギル, Giru)

Interpretada pela: Shizuka Itō
Uma freira que ora para Deus mais do que qualquer outra pessoa. Ela tem uma personalidade muito séria e está sempre mais preocupada com os outros do que consigo mesma. Mais tarde ela possui uma forma de idaten puxada por Hayato em decorrência a uma coleção de pensamentos durante a invasão no Império Zoble.

### Mazokus
Demônios
São criaturas irracionais que apareceu há 800 anos, que comem outros seres, capazes de destruir o mundo, foram alvo de subjugação dos Idatens e selados. Oobami coleta um pequeno número de demônios que foram congeladas em regiões polares e geleiras e os criam no Império Zoble.
Os demônios recém-nascido são nada mais do que um monstro amorfo sem inteligência e, para controlá-lo, é fundido a um bebê humano para completá-lo como um "demônio com cérebro humano". Embora geralmente seja humanoide, os demônios se tornam uma arma capaz de transformar o corpo por parte ou inteiro. Por usar o cérebro humano, eles são vulneráveis a drogas que agem no cérebro e sua forma de pensamento é bastante semelhante a um humano.
- Piscalat (ピサラ, Pisara)

Interpretada pela: Asami Seto
Piscalat é uma jovem mulher com um longo cabelo loiro que vai até os joelhos, general do Exército Zoble. Ela possui uma força sobre-humana capaz de arremessar tanques de guerra e tem o poder de esticar e manipular o cabelo livremente ela é possui uma excelente habilidade de comando de campo.
- Nickel (ニッケル, Nikkeru)

Interpretado pela: Sumire Uesaka
Comandante dos Soldados de Defesa do Exército Zoble. Apesar de sua aparência ser de uma criança, ele tem a maior habilidade de luta entre os demônios e uma personalidade cruel com estilo de luta corpo a corpo.
- Corey (コリー, Korī)

Interpretado pela: Shizuka Ishigami
Cory é um menino com cabelo curto e claro. Ele geralmente está usa seu uniforme da marinha. Ele é irmão de Piscalat
- Nept (ネプト, Neputo)

Interpretado por: Masuo Amada
Almirante do Exército Zoble. Ao contrário de sua aparência severa, ele tem uma personalidade relativamente decente entre os demônios como Cory.  Ele é da mesma geração de Takeshita e tem mais de 80 anos. O corpo inteiro se transforma em um monstro humanóide.
- Miku (ミク)

Interpretada pela: Mariya Ise
Treinadora do exército Zoble. Tem excelente percepção e sabedoria, mas é uma metamorfose que prioriza o prazer de coisas eróticas. Ela treina escravas capturadas, também ela tem a habilidade de demônio de ter o melhor insight de todas as coisas ao redor, ela consegue analisar e planejar estratégias. Hedonista.
- Brandy (ブランディ, Burandi)

Interpretada pela: Yōko Honna
Rainha do Império Zoble e esposa de Takeshita. Tem uma capacidade de combate superior à do Nickel, que é conhecida como um dos demônios mais forte.
- Takeshita (タケシタ)

Interpretado por: Mitsuru Miyamoto
Imperador do Império Zoble e marido de Brandy sua habilidade está entre os cinco demônios mais fortes ele não é capaz de deformar o corpo e é totalmente dedicado ao combate corpo a corpo.
- Ōpami (オオバミ, Oobami)

Interpretado por: Chō
Diretor do Departamento de Desenvolvimento do exército Imperial Zoble. Ele revive demônios nas regiões polares e geleiras e lidera as batalha entre os demônios e os Idatens pela primeira vez depois de 800 anos. Seu corpo é um robô controlado remotamente e sua verdadeira identidade é um mistério até mesmo para ele mesmo. Ele se autodenomina o Rei Demônio e usa o Império Zoble como fachada para aumentar o número de demônios.

## Mídia

### Mangá

Capa do terceiro volume, com os personagens Piscalat e Ysley

Originalmente The Idaten Deities Know Only Peace foi um trabalho feito por Amahara, publicado no site neetsha, sendo interrompida no ano de 2016, porém, em 2018 o conteúdo foi reorganizado, e CoolKyoushinsha ficou responsável pelas ilustrações, sua serialização é feita na revista da editora Hakusensha, Young Animal desde de 24 de agosto de 2018. O primeiro volume foi lançado em 29 de janeiro de 2019.

#### Lista de Volumes
| N.º | Data de lançamento     | ISBN              |
| --- | ---------------------- | ----------------- |
| 1   | 29 de janeiro de 2019  | 978-4-592-16321-3 |
| 2   | 12 de novembro de 2019 | 978-4-592-16322-0 |
| 3   | 11 de agosto de 2020   | 978-4-592-16323-7 |
| 4   | 29 de junho de 2021    | 978-4-592-16324-4 |
| 5   | 29 de agosto de 2021   | 978-4-592-16324-4 |

### Anime

Segundo Pôster do anime Heion Sedai no Idaten-tachi

Uma adaptação da série para anime foi anunciada em 11 de agosto de 2020.  A série é animada pelo estúdio MAPPA, e é dirigida por Seimei Kidokoro, Hiroshi Seko é encarregado pelo roteiro e Nao Ootsu pelos design de personagens. Estreando em 22 de julho de 2021 no bloco de programação Noitamina da Fuji TV.
No Brasil e em Portugal a animação é transmitida simultaneamente pela Crunchyroll, e em todo o mundo, exceto os países da Ásia. No Sudeste Asiático e no Sul da Ásia, a série é licenciada pela Medialink e lançada no canal Ani-One no YouTube mas com o esquema de associação Ani-One Ultra.

#### Músicas
Os temas de abertura e encerramento são respectivamente:
- When The Weak Go Marching In (聖者の行進, Seija no Kōshin) – Tatsuya Kitani

- Raika (雷火) – Akari Nanawo

Foi lançada em um conjunto de dois CDs, a trilha sonora original do anime, composta por Yoshiaki Dewa, em  15 de setembro de 2021.

#### Lista de episódios
| Episódios | Episódios                         | Episódios              |
| # | Título                            | Exibição               |
| --- | --------------------------------- | ---------------------- |
| 1 | "Época de paz" "Heion (平穏)"     | 22 de julho de 2021    |
| Há 800 anos, deuses da batalha denominados Idatens lutaram contra os demônios, fazendo reinar um grande período de paz na Terra. Contudo, sempre há aqueles que querem perturbar a ordem das coisas.                       |                                   |                        |
| 2 | "Tempo ruim" "Kuro Minami (黒南)" | 22 de julho de 2021    |
| Depois de verem de perto o poder de um demônio menor, Ysley resolve ir até Rin e reiniciar seu treinamento, levando Paula junto. Apesar de ter suas dúvidas, Paula aceita ser pupila de Rin, mas se arrepende amargamente. |                                   |                        |
| 3 | "Redemoinho" "Hyō (飄)"           | 29 de julho de 2021    |
| Doutor Obami apresenta aos seus subordinados o vídeo contendo cenas de Hayato, Ysley e Paula lutando. Achando pertinente dar cabo dos Idatens o mais rápido possível, ele manda alguns de seus soldados até os deuses.     |                                   |                        |
| 4 | "Pardal Amarelo" "Kōjaku (黄雀)"  | 5 de agosto de 2021    |
| Depois de descobrirem que existe uma Idaten muito forte, os demônios bolam um plano para tentarem ter alguma vantagem diante de tamanho poder.                                                                             |                                   |                        |
| 5 | "Cor" "Iro (色)"                  | 12 de agosto de 2021   |
| A luta entre demônios e Idatens acontece de forma inesperada. Com a vitória dos deuses, Ysley usa sua especialidade para obter mais informações sobre Zoble e os demônios remanescentes.                                   |                                   |                        |
| 6 | "Fumaça" "Kemuri (煙)"            | 19 de agosto de 2021   |
| Depois da breve conversa com os demônios capturados, Ysley chama Prontea separadamente para explicar sobre o Rei Demônio.                                                                                                  |                                   |                        |
| 7 | "Performance" "Gō (業)"           | 26 de agosto de 2021   |
| Ysley e Paula foram até Sarabael, o país religioso que é considerado como uma das superpotências. Eles precisam negociar para que a paz possa prevalecer mesmo depois da queda de Zoble, mas os líderes parecem receosos.  |                                   |                        |
| 8 | "Idaten" "Idaten (韋駄天)"        | 6 de setembro de 2021  |
| A luta intensa entre Idatens e demônios continua. Hayato contra o Imperador Takeshita e Rin contra Brandy. |                                   |                        |
| 9 | "Sombras" "Kage (陰)"             | 13 de setembro de 2021 |
| Depois que Rin soube da origem do Rei Demônio, ela ficou pensativa e sem saber como agir. Enquanto isso, Ysley e Prontea se dedicam a achar os demônios foragidos usando as informações que possuem.                       |                                   |                        |
| 10 | "Demônios" "Ma (魔)"              | 20 de setembro de 2021 |
| Miku bola um plano para conseguir se comunicar com os outros demônios e acabar com os Idaten. |                                   |                        |
| 11 | "Enxergar" "Namagusa (腥)"        | 27 de setembro de 2021 |
| A Miku de repente apareceu em público e rapidamente os Idatens vão atrás para tentar capturá-la, mas algo está errado. Por que ela apareceria em público logo agora?                                                       |                                   |                        |

### Mangá
- «Mangá online de Amahara» (em japonês)
- Sítio oficial na Young Animal (em japonês)
- Sítio oficial na Hakusensha (em japonês)
- Heion Sedai no Idaten-tachi (mangá) na enciclopédia do Anime News Network (em inglês)

### Anime
- Site oficial do anime (em japonês)
- «「平穏世代の韋駄天達」7月クール放送中😇‼️ @idaten_anime» (em japonês). twitter oficial (anime)
- Heion Sedai no Idaten-tachi (anime) na enciclopédia do Anime News Network (em inglês)

Streaming
- «The Idaten Deities Know Only Peace». na Crunchyroll